# اسکات بنکس
اسکات بنکس (انگلیسی: Scott Banks؛ زادهٔ ۲۶ سپتامبر ۲۰۰۱) بازیکن فوتبال اهل بریتانیا است.
از باشگاه‌هایی که در آن بازی کرده‌است می‌توان به باشگاه فوتبال داندی یونایتد اشاره کرد.